# Bethalus oraniensis
Bethalus oraniensis är en kräftdjursart som först beskrevs av Dollfus 1895.  Bethalus oraniensis ingår i släktet Bethalus och familjen Armadillidae. Inga underarter finns listade i Catalogue of Life.